# Чёрная рада
Нежинская рада, Чёрная рада (укр. Чорна рада) — казацкая рада, состоявшаяся 17—18 (27—28) июня 1663 года на окраине Нежина.
В другом источнике указано что Нежинская «чёрная или черневая» рада запорожских казаков, происходившая 17 и 18 июня 1663 в городе Нежине. Рада была созвана для избрания гетмана Левобережной Украины. Участие в Чёрной раде приняли не только верхушка казачества — казацкая старшина, но и рядовые казаки, в том числе из Запорожской Сечи — «чернь», которые также имели право голоса. Историк С. М. Соловьёв писал:

… Гетманы стали стремиться к увеличению своей власти на счет войска, к наследственности; чтоб не зависеть от шумной войсковой чёрной рады, хотели упрочить своё положение то посредством Польши, то посредством Москвы и не достигали своей цели; кроме Богдана Хмельницкого, ни один из них не кончил хорошо, постоянно свергались они своими. …— Соловьёв С. М. История России.

## Предпосылки
После отречения в январе 1663 года Юрия Хмельницкого начался период войны, который в украинской истории носит название «Руина». Его Царского Пресветлого Величества Войско Запорожское (Гетманщина) фактически распалась на две части — Правобережную и Левобережную. На ход событий в Правобережье пыталась влиять Речь Посполитая, а Левобережная Украина находилась под контролем Московского царства.
В начале 1663 года с согласия польского короля Яна II Казимира в Правобережной Украине гетманом был избран Павел Тетеря. Однако левобережные полки и Запорожье не признали власти Тетери. В Левобережье на гетманскую булаву претендовали наказной гетман Яким Сомко, нежинский полковник Василий Золотаренко и запорожский атаман Иван Брюховецкий. Кандидатуры Сомко и Золотаренко поддерживали северные полки Левобережной Украины и различные группы казацкой старшины.

## Ход рады
В марте 1663 года русский царь Алексей Михайлович отправил князя Даниила Степановича Великогагина с титулом наместника галицкого в Левобережную Украину для присутствия на Генеральной казацкой Раде при избрании нового гетмана.
17 июня 1663 года под Нежином началась Генеральная Рада, куда прибыли епископ Мефодий, главные претенденты Я. Сомко и И. Брюховецкий, все полковники и старшины, простые казаки и мещане. Для предупреждения возможных беспорядков всем старшинам и рядовым казакам было приказано прибыть на Раду без оружия. Посреди площади поставили стол, рядом с ним — кресло для князя, а ниже площади, где происходила Рада, была разбита «царская чёрного цвета палатка» (откуда название Чёрная Рада), за которой рядами вооруженные московские ратники. Ударили в котлы (барабан), и казацкие полки начали собираться в Казачий круг, но, вопреки приказу московского вельможи, с пушками и оружием в руках. Князь Данила Великогагин напомнил о своём приказе насчёт оружия, и старшина, сняв оружие, отдала его своим слугам. Когда казаки собрались в круг, из царской палатки вышел князь и стал читать «верющую грамоту». Выслушав до конца грамоту, полковники, старшины и все полки «ударили челом за государево жалованье и милостивое слово». После этого князь стал читать речь, но полковники, сотники, атаманы, есаулы, казаки и чернь, поддерживавшие И. Брюховецкого, не дослушав до конца речь, стали провозглашать гетманом Ивана Брюховецкого и, по своему обыкновению, стали подбрасывать вверх шапки. То же самое сделали полковники и казаки из лагеря Якима Сомко. Его конница с бунчуком, литаврами и знаменами, за ней пехота Сомко вскочили в ряды казаков, сторонников И. Брюховецкого, и все вместе произвели замешательство на Раде. Произошел бой, во время которого окольничий князь Д. С. Великогагин «с товарыщи» был сбит со своего места, многие его спутники входившие в посольство были ранены, а некоторые убиты. После скоротечного боя Рада была «разорвана», и казаки разошлись по своим обозам. На другой день Великогагин отправил майора Непейцына к Ивану Брюховецкому и Якиму Сомко с приказом, чтобы вновь прибыли на Раду, а своим воинам приказали прибыть на Раду без ружей, ссор не заводить и убийств не чинить. Вскоре в царский шатер к Великогагину прибыл Яким Сомко с пятью полковниками и объявил, что сотники, атаманы, есаулы и казаки из его полков и «чернь», бывшая при них, перешли на сторону И. Брюховецкого и хотели его умертвить вместе с его сторонниками-полковниками. Князь Д. Великогагин приказал немедленно отправить Я. Сомко и его старшин в город Нежин под охрану воеводы М. Дмитриева. Затем Данила Великогагин отправил майора Непейцына к Ивану Брюховецкому, приглашая его прибыть на Раду. Брюховецкий прибыл вместе с 40 тысячами своих сторонников. На Раде вновь зачитали «верющую грамоту», князь опять сказал речь, после чего начались выборы гетмана. Новым гетманом единогласно был избран Иван Брюховецкий и 18 июня в соборной церкви Нежина был отслужен молебен с многолетием о здравии государя, а после молебна новый гетман принёс присягу на верность царю Алексею Михайловичу и получил от князя Д. С. Великогагина грамоты на гетманство, на булаву и на гадячское староство. Вскоре после этого князь Даниил Великогагин был отозван в Москву, не успев договориться с гетманом Иваном Брюховецким об условии нахождения в Малороссии русских гарнизонов. С царскими грамотами и милостивым словом к епископу Мефодию, к новому гетману и ко всему Войску Запорожскому были посланы дьяки Д. Башмаров и Е. Фролов. Гетман Иван Брюховецкий и старшины в беседах с ними оспаривали правильность записанного князем Великогагиным в статейном списке постановления относительно количества хлебных запасов, предназначенных московским ратным людям, а также относительно жилых деревень, якобы обещанных на прокормление воеводам, и мельниц, обещанных воеводам и начальным людям. Они докладывали, что с князем Д. С. Великогагиным у них была лишь устная договоренность, поэтому они не могут подписывать договор, о котором им говорят дьяки.

## Последствия
Кошевой Иван Брюховецкий сумел получить поддержку среди бедных слоёв населения. На Чёрной раде Брюховецкий, кандидатуру которого поддерживало и царское правительство (на совет прибыло русское посольство и 8-тысячное войско), надеясь с его помощью укрепить свои позиции, добился избрания его гетманом. После совета Яким Сомко и Василий Золотаренко по приказу Брюховецкого были арестованы, обвинены в связях с польской шляхтой и в сентябре 1663 года казнены в Борзне.